# Поттер Тауншип (округ Бівер, Пенсільванія)
Поттер Тауншип (англ. Potter Township) — селище (англ. township) в США, в окрузі Бівер штату Пенсільванія. Населення — 520 осіб (2020).

## Демографія
Згідно з переписом 2010 року, у селищі мешкало 548 осіб у 220 домогосподарствах у складі 157 родин. Було 236 помешкань
Расовий склад населення:
| - 98,7 % — білих - 0,5 % — чорних або афроамериканців - 0,2 % — азіатів |

До двох чи більше рас належало 0,5 %. Частка іспаномовних становила 0,7 % від усіх жителів.
За віковим діапазоном населення розподілялося таким чином: 19,7 % — особи молодші 18 років, 61,1 % — особи у віці 18—64 років, 19,2 % — особи у віці 65 років та старші. Медіана віку мешканця становила 47,2 року. На 100 осіб жіночої статі у селищі припадало 100,7 чоловіків;  на 100 жінок у віці від 18 років та старших — 106,6 чоловіків також старших 18 років.
Середній дохід на одне домашнє господарство  становив 71 904 долари США (медіана — 49 219), а середній дохід на одну сім'ю — 88 777 доларів (медіана — 70 694). Медіана доходів становила 44 750 доларів для чоловіків та 35 625 доларів для жінок. За межею бідності перебувало 9,3 % осіб, у тому числі 27,4 % дітей у віці до 18 років та 0,9 % осіб у віці 65 років та старших.
Цивільне працевлаштоване населення становило 268 осіб. Основні галузі зайнятості: освіта, охорона здоров'я та соціальна допомога — 26,1 %, науковці, спеціалісти, менеджери — 10,8 %, виробництво — 10,1 %.